# Keith Moon
Keith John Moon (Londra, 23 agosto 1946 – Londra, 7 settembre 1978) è stato un batterista britannico, componente degli Who.
Nel 2011 è stato classificato secondo, dietro a John Bonham, nella classifica dei migliori batteristi rock di tutti i tempi redatta dai lettori della rivista Rolling Stone, a quasi 35 anni dalla sua morte.
Nel 1990 è stato introdotto nella Rock and Roll Hall of Fame come membro degli Who.

## Biografia

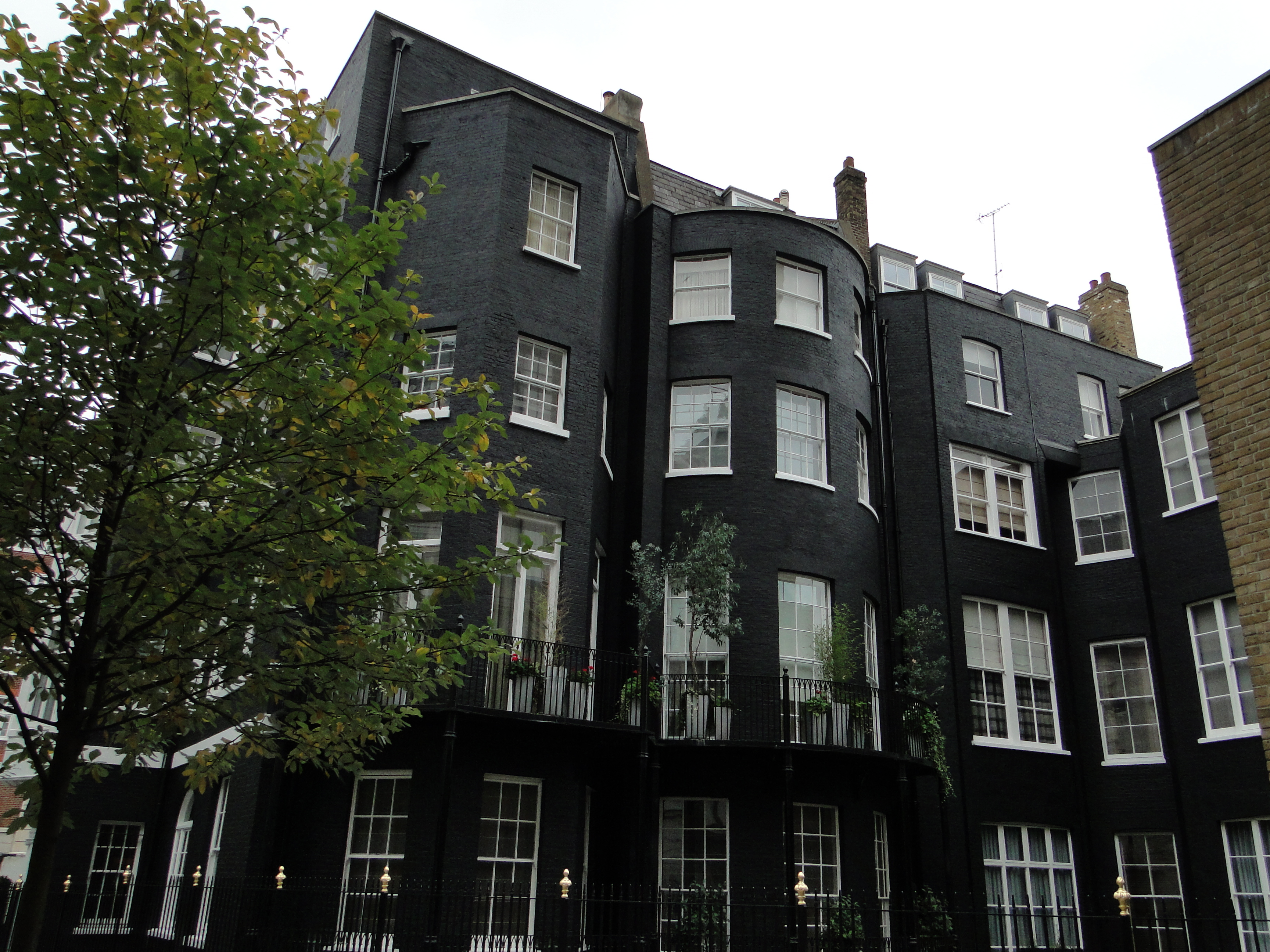
Al quarto piano di questo edificio morì Moon (1 Curzon Square, Mayfair, Londra, ex 12 Curzon Place)

Figlio di Alfred Charles Moon detto Alf, meccanico manutentore, e Kathleen Winifred Hopley detta Kit o Kitty, donna delle pulizie, fu il secondogenito tra due sorelle, Linda Margaret e Lesley Anne, e crebbe a Wembley; nonostante un clima familiare particolarmente sereno e affettuoso, mostrò subito un carattere impetuoso e irrequieto. Studiando da elettricista all'Harrow Technical College, iniziò a suonare la batteria molto giovane e, come la maggior parte dei suoi contemporanei, fu un autodidatta. Non sapeva né leggere né scrivere la musica e imparò a suonare ascoltando i dischi dei giganti della batteria jazz come Gene Krupa e Buddy Rich.
Il suo primo gruppo fu "i Beachcomber", di genere surf rock. Diplomatosi, trovò lavoro come tecnico riparatore di radio. Entrò negli Who nella prima metà degli anni sessanta, sostituendo l'uscente Doug Sandom. Nel 1970 Moon uccise involontariamente il suo autista e assistente personale, Neil Boland, investendolo con la sua Bentley, nel tentativo di sfuggire a un gruppo di teppisti. Questo episodio, assieme alla dipendenza da alcool e droga, contribuì al suo logoramento psicologico. Come solista pubblicò un unico album dal titolo Two Sides of the Moon, dove rivestì il ruolo di cantante, facendo suonare la batteria a Ringo Starr e Jim Keltner.
Nel 1978 Moon andò a convivere con la fidanzata Annette Walter-Lax, una giovane modella svedese, nel quartiere Mayfair, in un appartamento (il n. 12) al quarto piano di Curzon Place 9, di proprietà dell'amico cantautore Harry Nilsson, che glielo aveva affittato: era lo stesso appartamento in cui quattro anni prima era morta Cass Elliot, dei The Mamas & the Papas. In quel periodo egli stesso decise di ripulirsi, andando da un medico di Harley Street di nome Geoffrey Dymond, che gli prescrisse delle pastiglie di Heminevrin (clometiazolo), tre al giorno, che il batterista però prese ad assumere eccedendo come al suo solito nella quantità. Le pillole comunque funzionarono, spegnendo in lui il desiderio di alcool, procurandogli però molta fame, il che lo portò ad un aumento di peso.
Per la serata di mercoledì 6 settembre 1978 Paul McCartney e sua moglie Linda organizzarono una festa al locale Peppermint Park di Covent Garden per quello che il giorno dopo sarebbe stato il quarantaduesimo compleanno del collega Buddy Holly. Moon, invitato assieme alla convivente Annette Walter-Lax, non voleva andarci; ma quando la fidanzata gli disse che sarebbe comunque andata anche da sola cambiò idea, e chiamò il suo spacciatore per avere una dose di cocaina, che assunse prima di uscire. Al locale Moon si dimostrò comunque abbastanza tranquillo, cordiale e insolitamente sobrio, e si limitò nel bere; confidò al tour manager Richard Cole, anch'egli presente, di aver abbandonato tutti i vizi tranne le donne, e di avere intenzione di sposarsi ancora una volta. In seguito si recarono tutti al cinema Odeon Leicester Square, per una proiezione di mezzanotte del biopic The Buddy Holly Story. Moon iniziò ad essere scosso: all'esterno del cinema notò il giornalista musicale Roy Carr, e lo abbracciò calorosamente a lungo, versando alcune lacrime e dicendogli di aver all'improvviso riconosciuto quali fossero gli amici. Durante la proiezione l'agitazione di Moon prese il sopravvento, e dopo circa un'ora decise di andarsene a casa portando con sé la fidanzata. A casa chiese alla ragazza di cucinargli il suo cibo preferito, delle cotolette di agnello che aveva in frigo; la ragazza non ne aveva voglia, ma lui la costrinse apostrofandola in malo modo. Moon le mangiò, poi si recò a letto con la fidanzata, ma per stare seduti appoggiati alla testiera a vedere, in videocassetta, un altro film: L'abominevole dr. Phibes, un horror con Vincent Price. Concluso il film, circa alle 4 di notte con un bicchiere d'acqua prese come al solito una quantità eccessiva di pastiglie di clometiazolo e si addormentò. Sì svegliò attorno alle 7:30, affamato e di cattivo umore, e ancora litigò con la fidanzata costringendola ad alzarsi per andare a cucinare per lui altre cotolette di agnello. Le mangiò, poi prese ben 26 pillole e si riaddormentò, russando sonoramente, al punto che la fidanzata se ne andò a dormire in salotto sul divano. Circa alle 15:40 la ragazza si svegliò, andò in camera e lo trovò a letto sdraiato bocconi, con il braccio sinistro penzolante: la ragazza si accorse che non respirava. Chiamò perciò il dottor Dymond, il quale a sua volta chiamò un'ambulanza, che anche se già deceduto portò Moon al Middlesex Hospital, dove alle 17:50 venne redatto il certificato di morte, avvenuta all'età di trentadue anni. L'autopsia rivelò la causa di morte, con l'ultima quantità di pastiglie assunte. Pete Townshend ribadì che il gruppo non si sarebbe sciolto ma sarebbe andato avanti con determinazione. Il funerale si tenne mercoledì 13 al Golders Green Crematorium, alla presenza tra gli altri di Charlie Watts, Bill Wyman ed Eric Clapton; la fidanzata Annette ebbe uno svenimento e fu portata via in braccio da un autista. La salma venne poi cremata, e le ceneri sparse nel locale Giardino del Riposo, per essere assorbite dalla natura.

## Stile
La rivista Rolling Stone ha classificato Keith Moon al secondo posto nella speciale classifica dei più grandi batteristi di tutti i tempi, dietro John Bonham.
Il suo stile si basava sulla creatività, più che sul tecnicismo. Fu uno dei primi batteristi rock a introdurre l'uso della doppia cassa, già usata da tempo nel Jazz. Nel suo set era assente l'hi-hat (tranne quando suonava in studio) e usava maggiormente i piatti crash, per dare più incisività al suo stile. Eseguiva fill fuori dal comune e, spesso, non suonava un groove lineare. Eseguiva flam con la doppia cassa.
Il suo stile ha influenzato vari batteristi, tra i quali Steve Smith, Neil Peart, Ian Paice, John Bonham, Mike Portnoy, Jeff Porcaro, Bill Ward, Simon Phillips, Randy Castillo, Bill Bruford, Roger Taylor, Cozy Powell, Travis Barker e Phil Collins.

## The Who

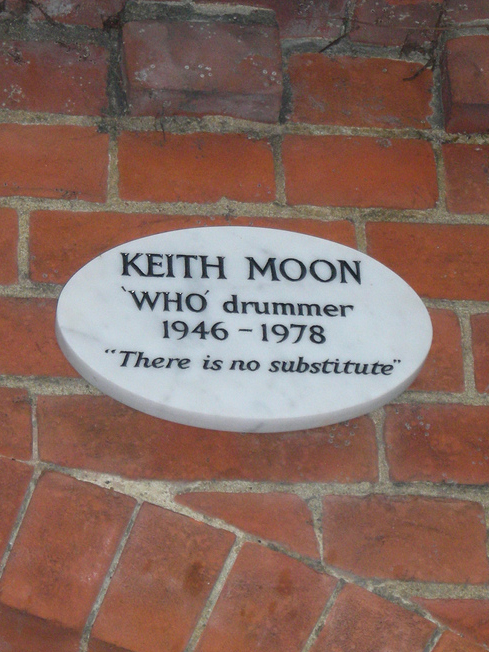
Targa commemorativa al Golders Green Crematorium

### Distruzione degli strumenti
All'età di 17 anni, Moon entrò a far parte degli Who sostituendo il batterista uscente Doug Sandom. Le esibizioni dal vivo del gruppo spesso culminavano in scoppi di violenza incontrollata da loro stessi definiti "arte autodistruttiva", con la band che distruggeva letteralmente il proprio equipaggiamento sul palco. Quest'abitudine fece guadagnare al gruppo un forte ritorno pubblicitario e la copertina di diverse riviste. Ben presto altri artisti, come Jimi Hendrix, iniziarono a imitare lo stile distruttivo degli Who. Proprio Moon dimostrava particolare zelo nell'architettare sempre nuovi modi per fracassare la sua batteria alla fine dei concerti.
In occasione dell'esibizione del gruppo nel corso del programma televisivo The Smothers Brothers Comedy Hour del 1967, Moon nascose dell'esplosivo in una delle grancasse della sua batteria. Durante il finale di My Generation, scalciò via la grancassa innescando la carica. L'intensità dell'esplosione bruciacchiò i capelli di Townshend e causò il ferimento dello stesso Moon al quale si conficcò nel braccio un frammento dei piatti.
Durante un suo assolo di batteria alla televisione, Moon riempì di acqua e pesci rossi la grancassa, presentandosi vestito da gatto. Atti come questo fecero guadagnare al batterista soprannomi come "Moon the Loon" ("Moon il lunatico") e "Mad Moon" ("Moon il pazzo"). Grazie ai suoi comportamenti selvaggi, Moon divenne uno dei batteristi più celebri della sua generazione, ricevendo sempre maggiori attenzioni da parte della stampa scandalistica.

### Contributi musicali
Nel catalogo degli Who, Moon è accreditato come compositore del brano I Need You, che canta anche, e dello strumentale Cobwebs and Strange (sull'album A Quick One, 1966), dei lati B dei singoli In The City (scritta insieme a Entwistle), Dogs Part Two (1969) (della quale condivide i crediti compositivi con i cani di Townshend ed Entwistle, Towser & Jason), Tommy's Holiday Camp (1969), Waspman (1972), e Girl's Eyes (dalle sessioni per The Who Sell Out; inserite nel cofanetto Thirty Years of Maximum R&B e nella ristampa del '95 di The Who Sell Out). Infine Moon compose anche lo strumentale The Ox insieme a Townshend, Entwistle, e Nicky Hopkins.
Molti musicisti rock hanno citato il nome di Moon tra le loro influenze, inclusi Neil Peart e Dave Grohl I The Jam omaggiarono la figura di Moon sul loro secondo singolo estratto dal terzo album, Down in the Tube Station at Midnight, nel quale la B-side è una cover degli Who, So Sad About Us, e la retrocopertina del singolo contiene una fotografia del viso di Keith Moon. Il singolo dei Jam venne pubblicato circa un mese dopo il decesso di Moon. Nel 1985, Roger Daltrey registrò l'album Under a Raging Moon, fin dal titolo un tributo al suo vecchio compagno di gruppo. Una delle tracce sul disco vede la presenza di svariati batteristi celebri.

## Controversie

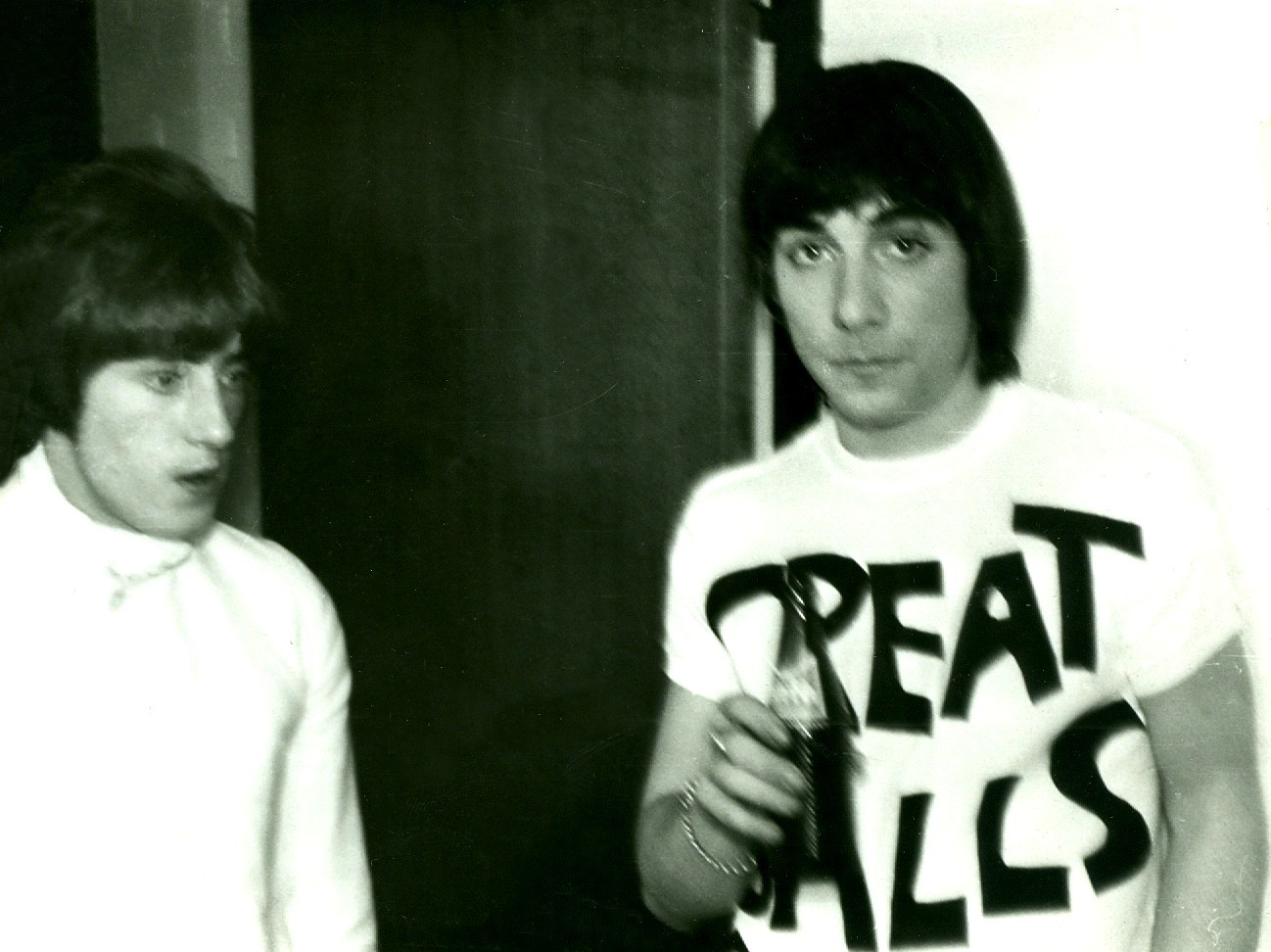
Roger Daltrey e Moon nel 1967.

Keith Moon tenne per tutta la vita un atteggiamento fortemente distruttivo. Devastava le camere degli hotel, le abitazioni degli amici e spesso anche casa sua, gettando la mobilia fuori dalle finestre, facendo esplodere i bagni, e incendiando gli edifici. È stato calcolato che i danni da lui provocati in carriera ammontano a circa a 500 mila dollari in totale. Questi atti distruttivi, spesso intrapresi sotto l'effetto congiunto di alcol e droga, erano il modo di Moon di esprimere la propria eccentricità, come anche lo era il gusto provato nello scioccare il pubblico. Nella biografia di Moon, Full Moon, l'amico di vecchia data e assistente personale Dougal Butler raccontò: «[Moon] avrebbe fatto qualsiasi cosa se sapeva che c'erano abbastanza persone intorno che non volevano che lo facesse».
Secondo Townshend, Moon stesso ci teneva a coltivare la propria reputazione distruttiva. Si racconta che una volta, mentre era in limousine sulla strada per l'aeroporto, Moon insistette di voler tornare indietro all'hotel, affermando: «Mi sono dimenticato una cosa. Dobbiamo tornare indietro!». Quando l'auto raggiunse l'hotel, Moon tornò nella sua stanza, prese il televisore, e lo gettò fuori dalla finestra direttamente nella piscina sottostante. Moon quindi lasciò l'hotel risalendo in macchina, dicendo: «Quasi me ne dimenticavo».
Il comportamento di Moon fece bandire la band da numerose catene di hotel in tutto il mondo, inclusi Holiday Inn, Sheraton, Hilton Hotels e Waldorf Astoria.

### Incidente al Flint Holiday Inn
Nel 1967 Moon compì l'atto distruttivo forse più celebre della sua vita nell'hotel Holiday Inn di Flint, nel Michigan. Secondo il libro Local DJ, a Rock & Roll History, la band si stava esibendo nella zona come gruppo d'apertura in un concerto degli Herman's Hermits. Dopo lo show, si tenne un party per celebrare il 21º compleanno di Moon. Già abbondantemente alterato da sostanze droganti, Moon iniziò la festa gettando un candelotto di dinamite nella tazza del gabinetto della sua stanza facendolo esplodere in mille pezzi.
Dopo aver distrutto il bagno, Moon salì a bordo di una Cadillac (Moon disse che si trattava di una Lincoln Continental, secondo altre fonti sarebbe stata invece una Rolls-Royce) e la guidò finendo dentro la piscina dell'hotel. L'autore del libro, Peter C. Cavanaugh, testimone dell'evento, ricordò l'episodio in un documentario sulla scena rock degli anni sessanta. La direzione dell'Holiday Inn aveva in precedenza già tollerato i comportamenti eccessivi di Moon dato che i danni erano stati sempre pagati. Tuttavia, dopo l'incidente della festa al Flint, la compagnia bandì a vita sia Moon che il resto degli Who da tutti i loro alberghi.

### Collasso sul palco
Lo sregolato stile di vita di Moon iniziò presto ad avere ripercussioni sulla sua salute e sulla sua professionalità come musicista.
Nel corso del Quadrophenia Tour del 1973, durante il concerto alla Cow Palace Arena di Daly City, California, Moon ingerì una grossa quantità di tranquillanti mischiati a brandy: collassò sul palco, svenendo sulla sua batteria mentre il gruppo stava suonando la canzone Won't Get Fooled Again. La band smise di suonare e un gruppo di roadie portò Moon nel backstage. Dopo una doccia fredda e una dose di cortisone, lo rimandarono in scena dopo circa una mezz'ora. Tuttavia, Moon svenne nuovamente durante l'esecuzione di Magic Bus e fu nuovamente trasportato via. La band continuò lo show senza di lui ancora per qualche canzone. Infine, Townshend chiese al pubblico: «Qualcuno sa suonare la batteria? Voglio dire "per davvero"». Un batterista locale, Scot Halpin, rispose alla chiamata, salì sul palco, e suonò la batteria per il resto del concerto.
Durante il periodo di pausa che la band si prese tra il 1975 e il 1978, Moon ingrassò parecchio abusando di cibo e di alcol in quantità smodate. Ringo Starr, grande amico di Moon, era seriamente preoccupato per la salute del batterista e gli disse che se fosse andato avanti così avrebbe finito con l'ammazzarsi da solo: Moon rispose semplicemente «Sì, lo so».
La salute fortemente minata di Moon fu anche oggetto di serie discussioni nelle dinamiche professionali interne alla band, in quanto il batterista si rivelò addirittura non più in grado di suonare in tempo 6/8 sulla traccia Music Must Change poi inclusa nell'album Who Are You del 1978, tanto da costringere la produzione a rimuovere praticamente del tutto la sua parte dalla canzone.

### Travestimenti
Il cantante Alice Cooper ricordò il proprio gruppo di bevute, i "The Hollywood Vampires", raccontando che Moon spesso si presentava vestito da Papa, uno dei molti costumi che indossava per suscitare l'ilarità degli amici (altri suoi travestimenti celebri erano quello da suora e quello da ufficiale nazista). Gli Hollywood Vampires erano frequentati anche da altri amici di Moon come John Lennon, Ringo Starr, Keith Richards, Ronnie Wood, e l'attore Oliver Reed (che all'epoca stava girando il film Tommy).

### Morte di Neil Boland
Il 4 gennaio 1970, Moon restò coinvolto in un incidente d'auto fuori dal pub Red Lion di Hatfield, Hertfordshire, che causò la morte di un pedone. Moon restò coinvolto in un'accesa discussione che sfiorò la rissa con un gruppo di skinhead all'esterno del locale; evidentemente infuriato per qualche motivo, il proprietario del pub iniziò a colpire la sua Bentley, e Moon, ubriaco fradicio, mise in moto l'auto per sfuggirgli, ma durante la manovra Moon investì e uccise il suo amico, autista e guardia del corpo Neil Boland. Dopo un'indagine da parte della polizia locale, il coroner giudicò accidentale la morte di Boland. Moon venne assolto con formula piena dall'accusa di omicidio colposo. La figlia di Boland, investigando sulla morte del padre, interrogò i testimoni del fatto. Arrivò alla conclusione che Moon non era alla guida del veicolo quando la disgrazia ebbe luogo. Gli amici stretti di Moon dissero che lui si sentì in colpa per la morte di Boland per il resto della sua vita: secondo Pamela Des Barres, fidanzata di Moon per tre anni, egli aveva spesso incubi sull'accaduto, e si svegliava nel cuore della notte urlando.

## Discografia

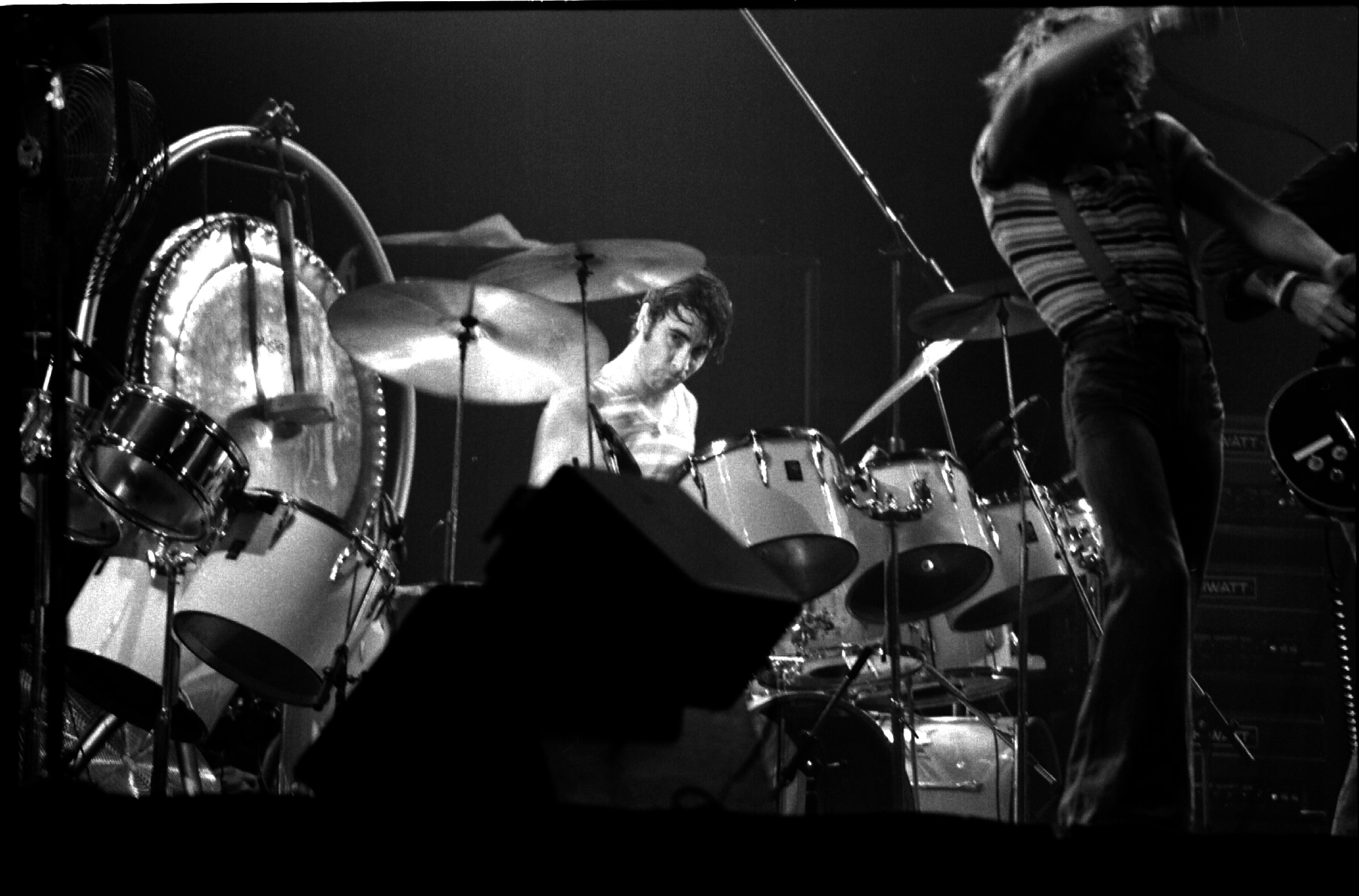
Moon, Maple Leaf Gardens, Toronto 1976

### Solista
- Two Sides of the Moon (1975)

### The Who
- My Generation (1965)
- A Quick One (1966)
- The Who Sell Out (1967)
- Tommy (1969)
- Who's Next (1971)
- Quadrophenia (1973)
- The Who by Numbers (1975)
- Who Are You (1978)

## Curiosità
- Nel 1971, Keith Moon fece un cameo nel film di Frank Zappa 200 Motels nel ruolo di una suora terrorizzata dall'idea di poter morire per overdose.
- L'ultimo album degli Who al quale partecipò Keith Moon è Who Are You del 1978. Moon morì circa un mese dopo la pubblicazione del disco e, sulla copertina, egli è seduto su una sedia che ironicamente (e sinistramente visto il successivo decesso del batterista) reca la scritta "Not to be taken away" ("Da non portare via").
- Moon ispirò il nome dei Led Zeppelin. Moon, Entwistle, e Jimmy Page stavano discutendo circa il formare un loro supergruppo, quando Moon se ne uscì coniando il nome della futura band.[20]